# Firenzuola
Firenzuola é uma comuna italiana da região da Toscana, província de Florença, com cerca de 4.809 habitantes. Estende-se por uma área de 271 km², tendo uma densidade populacional de 18 hab/km². Faz fronteira com Barberino di Mugello, Borgo San Lorenzo, Castel del Rio (BO), Castiglione dei Pepoli (BO), Monghidoro (BO), Monterenzio (BO), Palazzuolo sul Senio, San Benedetto Val di Sambro (BO), Scarperia.

## Demografia
| Variação demográfica do município entre 1861 e 2011                               |
|                                                                                   |
| Fonte: Istituto Nazionale di Statistica (ISTAT) - Elaboração gráfica da Wikipedia |